# حوزه انتخابیه سوم کلرادو
حوزه انتخابیه سوم کلرادو یک حوزه انتخابیه مجلس نمایندگان آمریکا است که در ایالت کلرادو قرار دارد.